# Liste der Grünen Landtagsabgeordneten und Gemeinderäte in Wien
Diese Liste der Grünen Landtagsabgeordneten und Gemeinderäte in Wien enthält alle Landtagsabgeordneten von Die Grünen Wien. Die Wiener Landtagsabgeordneten sind gleichzeitig auch Mitglieder des Wiener Gemeinderat. Zusätzlich zu den Landtagsabgeordneten sind alle nicht-amtsführenden Stadträte angeführt.

## Alphabetische Liste
- Waltraut Antonov
- Hans Arsenovic
- Jaafar Bambouk
- Ursula Berner
- Heidemarie Cammerlander
- Christoph Chorherr
- Cécile Cordon
- David Ellensohn
- Faika El-Nagashi
- Sabine Gretner
- Birgit Hebein
- Barbara Huemer
- Friedrun Huemer
- Susanne Jerusalem
- Günter Kenesei
- Jennifer Kickert
- Alev Korun
- Peter Kraus
- Nikolaus Kunrath
- Alessandra Kunz
- Eva Lachkovics
- Jean Margulies
- Martin Margulies
- Rüdiger Maresch
- Birgit Meinhard-Schiebel
- Peter Pilz
- Sigrid Pilz
- Ingrid Puller
- Madeleine Reiser
- Marie Ringler
- Jutta Sander
- Theresa Schneckenreither
- Marco Schreuder
- Claudia Sommer-Smolik
- Monika Vana
- Alexander Van der Bellen
- Maria Vassilakou
- Hannelore Weber
- Klaus Werner-Lobo
- Christina Wirnsberger
- Martina Wurzer

## Liste der Abgeordneten nach Legislaturperioden (LP)

### XVI. LP (9. Dezember 1991 bis 29. November 1996), 7 Mandate
- Jutta Aouas-Sander
- Susanne Jerusalem
- Friedrun Huemer
- Günter Kenesei
- Jean Margulies
- Peter Pilz (Klubobmann)
- Hannelore Weber

- Nicht-amtsführender Stadtrat: Christoph Chorherr

### XVI. LP (29. November 1996 bis 27. April 2001), 11 Mandate
- Christoph Chorherr (Klubobmann ab 1997)
- Susanne Jerusalem
- Alessandra Kunz
- Günter Kenesei
- Peter Pilz (Klubobmann bis 1997, am 28. Oktober 1999 ausgeschieden)
- Madeleine Reiser (ab 20. November 2000)
- Jutta Sander
- Maria Vassilakou
- Hannelore Weber (ab 5. November 1999, bis 31. Oktober 2000)

- Nicht-amtsführende Stadträtin: Friedrun Huemer

### XVII. LP (27. April 2001 bis 18. November 2005), 11 Mandate
- Christoph Chorherr (Klubobmann bis 2004)
- Cécile Cordon
- David Ellensohn (bis 2004)
- Susanne Jerusalem
- Günter Kenesei
- Rüdiger Maresch
- Martin Margulies
- Sigrid Pilz
- Marie Ringler
- Claudia Sommer-Smolik
- Monika Vana
- Maria Vassilakou (ab 2004 für David Ellensohn, Klubobfrau ab 2004)

- Nicht-amtsführende Stadträte: Maria Vassilakou (bis 2004), David Ellensohn (ab 2004)

### XVIII. LP (ab 18. November 2005), 14 Mandate
- Waltraut Antonov (am 18. November 2005 für ein Regierungsmitglied nachgerückt)
- Heidemarie Cammerlander
- Christoph Chorherr
- Sabine Gretner
- Susanne Jerusalem
- Alev Korun (bis 28. Oktober 2008)
- Eva Lachkovics (ab 29. Oktober 2008)
- Rüdiger Maresch
- Martin Margulies
- Sigrid Pilz
- Ingrid Puller
- Marie Ringler
- Marco Schreuder (am 18. November 2005 für ein Regierungsmitglied nachgerückt)
- Claudia Smolik
- Maria Vassilakou (Klubobfrau)

- Nicht-amtsführende Stadträte: David Ellensohn und Monika Vana (am 18. November 2008 kurzfristig als Landtagsabgeordnete angelobt)

### 19. Wahlperiode (2010–2015), 11 Mandate
- Christoph Chorherr
- David Ellensohn
- Sabine Gretner
- Birgit Hebein
- Jennifer Kickert
- Rüdiger Maresch
- Martin Margulies
- Sigrid Pilz
- Ingrid Puller
- Monika Vana
- Alexander Van der Bellen
- Klaus Werner-Lobo
- Martina Wurzer
- Landeshauptmann-Stellvertreterin/Vizebürgermeisterin/Amtsführende Stadträtin: Maria Vassilakou

### 20. Wahlperiode (2015–2020), 10 Mandate
- Hans Arsenovic (ab Oktober 2019)
- Ursula Berner (ab März 2019)
- Christoph Chorherr (bis Februar 2019)
- Faika El-Nagashi (bis Oktober 2019)
- David Ellensohn
- Birgit Hebein (bis Juni 2019)
- Barbara Huemer
- Jennifer Kickert
- Peter Kraus
- Nikolaus Kunrath (ab Juni 2019)
- Rüdiger Maresch
- Martin Margulies
- Birgit Meinhard-Schiebel
- Landeshauptmann-Stellvertreterin/Vizebürgermeisterin/Amtsführende Stadträtin: Maria Vassilakou (bis Juni 2019), Birgit Hebein (ab Juni 2019)

### 21. Wahlperiode (2020–2025), 16 Mandate
- Hans Arsenovic
- Berîvan Aslan
- Ursula Berner
- David Ellensohn
- Barbara Huemer
- Jennifer Kickert
- Nikolaus Kunrath
- Julia Malle
- Martin Margulies
- Huem Otero García
- Ömer Öztas
- Georg Prack
- Heidemarie Sequenz
- Viktoria Spielmann
- Felix Stadler
- Kilian Stark
- nicht amtsführende Stadträte: Peter Kraus, Judith Pühringer

### 22. Wahlperiode (ab 2025), 15 Mandate
- Hans Arsenovic
- Berîvan Aslan
- Jaafar Bambouk
- Ursula Berner
- David Ellensohn
- Barbara Huemer
- Jennifer Kickert
- Theodor Löcker
- Julia Malle
- Georg Prack
- Theresa Schneckenreither
- Heidemarie Sequenz
- Felix Stadler
- Kilian Stark
- Christina Wirnsberger

- nicht amtsführende Stadträte: Peter Kraus, Judith Pühringer